# Emily Bader
Emily Bader (nascida a 8 de novembro de 1996) é uma atriz norte-americana. Na televisão, é conhecida pelo seu papel em My Lady Jane (2024) da Amazon Prime. No cinema, é conhecida pelos papéis em Paranormal Activity: Next of Kin (2021) e Fresh Kills (2023).

## Início de Vida
Emily Bader nasceu a 8 de novembro de 1996, e cresceu em Temecula, Califórnia. Estudou teatro na Loyola Marymount University em Los Angeles, completando o curso em 2016.

## Carreira
Bader estreou-se no teatro na Geffen Playhouse em Los Angeles na peça Our Very Own Carlin McCullough, em 2018.
Em 2021, Bader teve o papel principal de Margot no filme Paranormal Activity: Next of Kin. Em dezembro do mesmo ano, foi escolhida para interpretar a filha de Jennifer Esposito, Rose, no filme Fresh Kills. O filme estreou no Tribeca Film Festival em junho de 2023.
Bader interpretou Chloe na quarta temporada da série de fantasia para jovens adultos Charmed. Em agosto de 2022, foi escolhida para interpretar Lady Jane Grey numa série cómico-histórica de oito episódios da Amazon Studios intitulada My Lady Jane, juntamente com Edward Bluemel, Dominic Cooper e Jim Broadbent, que estreou na Amazon Prime Video em 2024.
Em 2024, foi anunciado que Bader iria estrelar ao lado de Tom Blyth na adaptação do romance Pessoas que Conhecemos nas Férias, de Emily Henry, para a  Netflix.

## Filmografia
| † | Ainda não foi lançado |

| Ano  | Título                           | Papel               | Notas           |
| ---- | -------------------------------- | ------------------- | --------------- |
| 2016 | Married with Secrets             | Shannon             | 1 episódio      |
| 2016 | Instaland                        | Marisa              | Filme de TV     |
| 2017 | My Crazy Sex                     | Michelle            | 1 episódio      |
| 2017 | Game Shakers                     | Chiffon             | 1 episódio      |
| 2017 | Stalker Club                     | Teresa              | Filme de TV     |
| 2017 | Henry Danger                     | Chiffon             | 1 episódio      |
| 2017 | House of the Witch               | Lana                | Filme de TV     |
| 2018 | Stalked by a Reality Star        | Kendra              | Filme de TV     |
| 2018 | Broken Visions                   | Casey               | 4 episódios     |
| 2020 | Anonymous Killers                | Marlene Adolescente |                 |
| 2021 | Paranormal Activity: Next of Kin | Margot              | Papel principal |
| 2022 | Charmed                          | Chloe               | 5 episódios     |
| 2023 | Fresh Kills                      | Rose                | Papel principal |
| 2024 | My Lady Jane                     | Lady Jane Grey      | Papel principal |
| TBA  | People We Meet on Vacation       | Poppy Wright        | Em produção     |